# Pseudaspidoproctus hyphaeniacus
Pseudaspidoproctus hyphaeniacus är en insektsart som först beskrevs av Hall 1925.  Pseudaspidoproctus hyphaeniacus ingår i släktet Pseudaspidoproctus och familjen pärlsköldlöss. Inga underarter finns listade i Catalogue of Life.